# Mordella verticordiae
Mordella verticordiae es una especie de coleóptero de la familia Mordellidae. Presenta las siguientes subespecies: M. v. niveosuturalis y M. m. verticordiae.

## Distribución geográfica
Habita en el oeste de (Australia).